# ザーブ郡区 (ペンシルベニア州ノーサンバーランド郡)

州内のノーサンバーランド郡の位置。

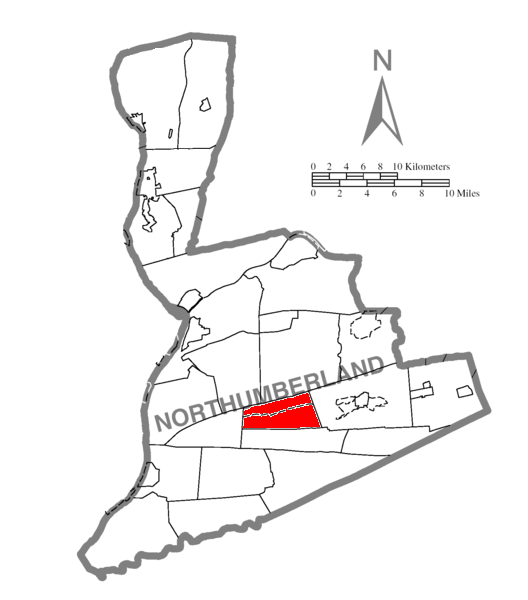
郡内のザーブ郡区の位置。

ザーブ郡区（Zerbe Township）は、アメリカ合衆国ペンシルベニア州ノーサンバーランド郡にある郡区である。2000年現在の人口は2,021人。

## 地理
アメリカ国勢調査局によると、ザーブ郡区の総面積は30.0km2で、すべて陸地である。

## 人口
2000年の国勢調査によると、ザーブ郡区の人口は2,021人であり、871世帯、561家族が居住している。人口密度は 1平方キロメートルあたり67.3人である。946軒の家があり、1平方キロメートルあたり31.5軒の家が建っている。町の人種構成は、98.71%が白人、0.15%が黒人ないしアフリカ系アメリカ人、0.05%がアメリカ先住民、0.15%がアジア人、0.00%が太平洋諸島系、0.15%がその他の人種であり、0.79%は混血である。人口の0.40%はラテン系である。
全世帯の25.3%には18歳未満の子供が同居しており、52.4%は夫婦で一緒に生活している。8.4%は夫のいない女性が世帯主であり、35.5%は独身である。全世帯の31.8%は一人暮らしであり、16.5%が65歳以上である。平均世帯人数は2.32人、平均家族人数は2.92人である。
ザーブ郡区の人口は、21.2%が18歳未満、18歳以上24歳以下が7.0%、25歳以上44歳以下が27.6%、45歳以上64歳以下が23.8%、65歳以上が20.3%である。年齢の中央値は42歳である。女性100人に対して男性は100.5人であり、18歳以上の100人の女性に対して男性は95.1人である。
町の1世帯あたりの平均収入は31,964ドルであり、1家族あたりの平均収入は38,000ドルである。男性の平均収入が30,236ドルに対し、女性の平均収入は18,207ドルである。1人あたりの収入は15,780ドルである。人口の8.6%（全家族の6.0%）が極貧層である。18歳以下の住民の7.8%、65歳以上の住民の13.5%は貧しい生活を送っている。